# Selwyn Lloyd

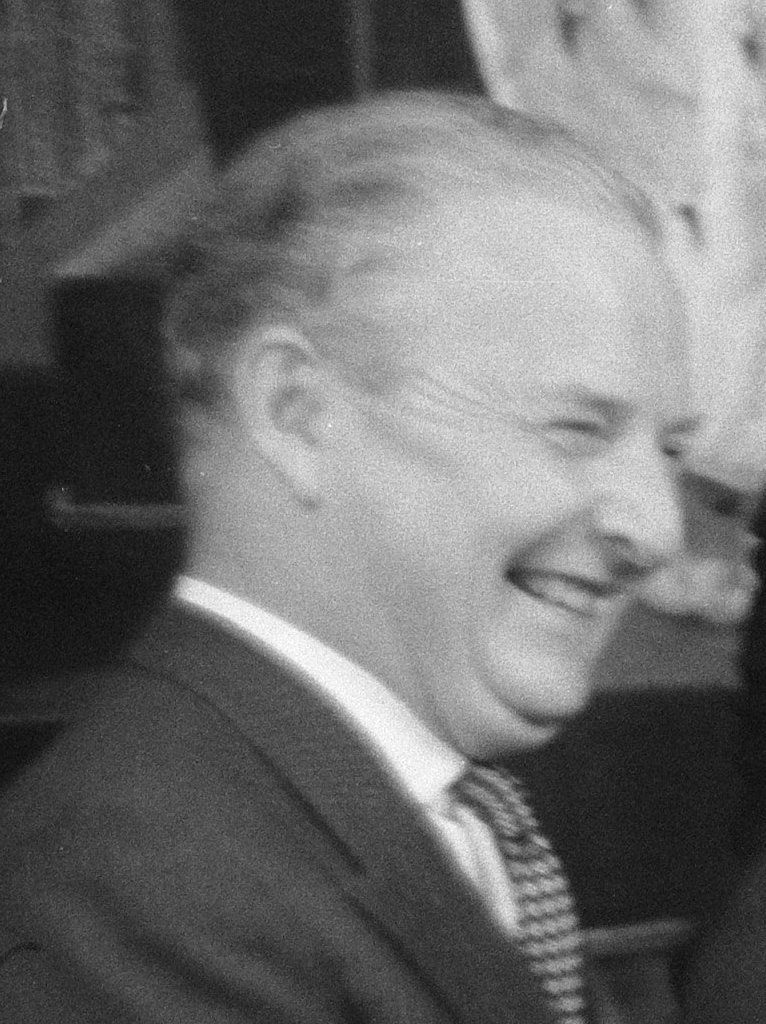
Selwyn Lloyd (1960)

John Selwyn Brooke Lloyd, Baron Selwyn-Lloyd (* 28. Juli 1904 in West Kirby bei Liverpool; † 17. Mai 1978 in Oxfordshire) war ein konservativer britischer Politiker. 

## Werdegang
Selwyn Lloyd war der Sohn von John Wesley (Jack) Lloyd and Mary Rachel Warhurst. Er besuchte die Leas School in Hoylake, das Fettes College in Edinburgh und das Magdalene College in Cambridge. 
1930 wurde er von der Gray’s Inn zur Anwaltschaft berufen, gründete in Liverpool eine Anwaltskanzlei und wurde vor dem Hoylake Urban District Council zugelassen. Nachdem er 1929 erfolglos als liberaler Kandidat für das Parlament in Macclesfield kandidiert hatte, konzentrierte er sich zunächst auf seine juristische Laufbahn. 1931 verließ er die Liberalen und schloss sich den Konservativen an. Von 1932 bis 1940 war er Gemeinderatsmitglied in Hoylake.
Als der Zweite Weltkrieg ausbrach, wurde er zur Royal Horse Artillery eingezogen, wo er bis 1942 im Generalstab diente. 1943 wurde er in die Zweite Britische Armee abkommandiert, wo er an der Planung des D-Day beteiligt war. Am D-Day war er mit seinem Kommandeur, General-Leutnant Miles Dempsey, an der französischen Küste. 1945 wurde er zum Brigadegeneral befördert.
Als Vertreter seines Wahlkreises Wirral zog er bei den Wahlen 1945 in das britische Unterhaus ein. 1951 heiratete er Elizabeth Marshall, mit der er eine Tochter hatte und von der er sich 1957 scheiden ließ.
In der Regierung Winston Churchills wurde Lloyd 1951 bis 1954 im Außenministerium unter Anthony Eden Staatsminister. Nachdem er von 1954 bis 1955 als Minister of supply (Minister für Versorgung) und 1955 als Verteidigungsminister tätig gewesen war, wurde er Ende desselben Jahres aufgrund einer Kabinettsumbildung Außenminister. In seine Amtszeit fiel die Sueskrise, die zum Rücktritt von Premierminister Eden führte; Lloyd blieb bis 1960 Außenminister im Kabinett von Edens Nachfolger Harold Macmillan und hatte anschließend (1960–1962) das Amt des Schatzkanzlers inne. 
In der so genannten Nacht der langen Messer am 13. Juli 1962 entließ Premierminister Macmillan sieben seiner Kabinettsmitglieder, darunter auch Lloyd, der sodann als einfacher Abgeordneter im Unterhaus blieb, bis er 1963 von Alec Douglas-Home als Lordsiegelbewahrer und Leader of the House of Commons in die Regierung zurückgeholt wurde, die er erst nach der Wahlniederlage der Konservativen 1964 verließ. 
In der konservativen Regierung von 1971 wurde er als Nachfolger des Labour-Politikers Horace King Unterhausvorsitzender (Speaker of the British House of Commons); er hatte das Amt bis 1976 inne. Im selben Jahr wurde er in den Adelsstand erhoben und trug seitdem den Titel Baron Selwyn-Lloyd, of Wirral in the County of Merseyside. 
Selwyn-Lloyd starb 1978 in seinem Anwesen in Oxfordshire.

## Eigene Veröffentlichungen
- Mr Speaker, Sir. 1976.
- Suez 1956: a Personal View. 1978.